# 島根中央女子短期大学
島根中央女子短期大学（しまねちゅうおうじょしたんきだいがく）は、島根県江津市渡津町1904-1に本部を置いていた日本の私立大学である。1968年に設置され、1994年に廃止された。

## 概要

### 大学全体
- 島根県江津市に所在した日本の私立短期大学で、設置主体は学校法人江の川学園。
- 三上アイにより、1学科かつ入学定員80名体制で1968年に江の川学園短期大学として開学[1][2]。
- 1971年に島根中央女子短期大学に学名変更となり、設置当初より家政科のみので最終的には、1学年定員は家政専攻で20、食物栄養専攻で30、合計50人と至って小規模だった。
- 建前上1983年度の募集を最後に[注釈 1]、1986年度より休校状態となり、その後は募集再開されることなく1994年に正式の廃校となる[3]。
- 同短大のキャンパスは現在、併設校である石見智翠館高等学校に転用されている。

### 教育および研究
- 衣・食・住を主に学ぶ家政専攻と、栄養士の養成に重点を置いた食物栄養専攻が置かれていた。

### 学風および特色
- 島根県唯一の私立短期大学でもあった[注 2]。

## 沿革
- 1907年
  - 4月 三上アイにより島根県邑智郡川本町に川本女学館が設立される[4]。
- 1959年 江津市に移転。
- 1968年
  - 2月3日 左記を以て文部省[注 3]より短期大学の設置が認可される[5][注 4]。
  - 4月1日 江の川学園短期大学（ごうのかわがくえんたんきだいがく）が以下の学科体制にて開学する。
    - 家政科 入学定員80[7]
- 1969年
  - 4月1日 家政科の入学定員を80→100に増員し、なおかつ専攻分離する[8]。
    - 家政専攻 入学定員50名
    - 食物栄養専攻 入学定員50名
- 1971年
  - 4月1日 島根中央女子短期大学と改名[9]。
- 1977年
  - 4月1日 家政科の入学定員を変更。
    - 家政専攻 50→20
    - 食物栄養専攻 50→30
- 1983年
  - 4月1日 この年度で建前上の学生募集を最終とする[注釈 1]。
- 1994年
  - 12月21日 左記を以て正式に廃校として認可される[3][注 5]。

## 基礎データ

### 所在地
- 島根県江津市渡津町1904-1

### 象徴
- 島根中央女子短期大学のカレッジマークは梅をイメージしており[14]、現在は併設されている石見智翠館高等学校に用いられている。

## 教育および研究

### 組織

#### 学科
- 家政科
  - 家政専攻 入学定員20名
  - 食物栄養専攻 入学定員30名

##### 設置計画のあった学科
- 幼児教育科 1970年においてその学科を新設する構想があった[15][16]。

#### 専攻科
- なし

#### 別科
- なし

#### 取得資格について
- 中学校教諭二級免許状（家庭）が家政科家政専攻に、栄養士資格が食物栄養専攻にて置かれていた[15]。

#### 学生数
| 学科 | 専攻名   | 入学定員 | 総定員 |
| ---- | -------- | -------- | ------ |
| 家政 | 家政     | 50→20    | 100→40 |
| 〃   | 食物栄養 | 50→30    | 100→60 |

##### 年度別学生数
- 1968年度以降の学生数はその該当年度の5月1日時点でのデータである。

| 年度     | 学生総数/学生定員総数 | 参照および備考  |
| -------- | --------------------- | --------------- |
| 1968年   | 23/80                 | [ 17 ]          |
| 1969年   | 23/180                | [ 18 ] [ 注 6 ] |
| 1970年   | 70/200                | [ 20 ]          |
| 1971年   | 61/100                | [ 21 ]          |
| 1972年   | 不明/200              | [ 注 7 ]        |
| 1973年   | 50/200                | [ 注 8 ]        |
| 1974年   | 50/200                | [ 注 9 ]        |
| 1975年   | 不明/200              | [ 28 ]          |
| 1976年   | 36/200                | [ 30 ]          |
| 1977年   | 47/150                | [ 32 ]          |
| 1978年   | 47/100                | [ 34 ]          |
| 1979年   | 39/100                | [ 36 ]          |
| 1980年   | 24/100                | [ 38 ]          |
| 1981年   | 13/100                | [ 39 ]          |
| 1982年   | 3/100                 | [ 40 ]          |
| 1983年 - | -                     | [ 注 11 ]       |

### 研究
- 『島根中央女子短期大学』[53]

## 学生生活

### 学園祭
- 「三上祭」[注 12]

## 大学関係者と組織

### 大学関係者一覧

#### 大学関係者
教職員
- 景山俊太郎 - 元非常勤講師

## 施設

### キャンパス
- シンボルの一つに、学園の創始者である三上アイの銅像があった。現在は、石見智翠館高等学校のものとなっている。

## 対外関係

### 関係校
- 京都女子大学[注 13]。

### 系列校
- 石見智翠館高等学校（かつては、「江の川高等学校」と称した）

## 社会との関わり
- 1982年に島根大学教育学部との協力で、「放送県民大学」を開設するとともに、その移動講座を行う[55]。